# Moacyr (futebolista)
Moacyr Claudino Pinto (São Paulo, 18 de maio de 1936), é um ex-futebolista brasileiro que atuava na posição de meia.

## Biografia
Filho de ferroviário, Moacyr fugiu de casa e viveu por mais de dez anos em um orfanato em Osasco. Recomendado por amigo do então presidente do Flamengo, Gilberto Ferreira Cardoso, foi para os juvenis do clube, onde passou a morar na concentração. Destacou-se e chegou a Seleção Brasileira.
Atuou posteriormente no River Plate, Peñarol, Everest, Barcelona de Guayaquil e Carlos Mannucci do Peru, onde encerraria a carreira e seria também treinador. Passou a residir em Guayaquil desde então, onde constituiu família.
Na Seleção Brasileira fez parte do elenco campeão mundial na Copa do Mundo de 1958, embora não tenha jogado nenhuma partida na competição na competição - era suplente de Didi.

## Títulos
Flamengo
- Troféu Almana Idrotts Klubben: 1957
- Troféu Ponto Frio: 1957
- Taça Brasília: 1957
- Torneio Hexagonal do Peru: 1959
- Torneio Rio-São Paulo: 1961
- Torneio Octogonal de Verão: 1961

Seleção Brasileira
- Copa Roca: 1957
- Copa do Mundo FIFA: 1958
- Copa Atlântica: 1960

Peñarol
- Campeonato Uruguaio: 1962

Barcelona de Guayaquil
- Campeonato Equatoriano: 1966